# 기묘체
기묘체(영어: Strangelet)란 위 쿼크, 아래 쿼크, 기묘 쿼크가 거의 같은 수의 결합 상태로 이루어진 가설상의 입자이다. 다른 말로 기묘체는 기묘 물질이 입자로 여겨질 정도로 매우 작은 조각이다. 이론적으로 작게는 수 펨토미터(10-15m)에서 눈에 보일 정도로 클 수도 있다. 크기가 수 m 단위로 눈에 보일 정도로 큰 경우에는 보통 기묘 항성이라고 부른다. "기묘체"라는 단어는 에드워드 파르히와 로버트 재페가 1984년 처음 사용하기 시작했다. 기묘체는 암흑 물질의 후보이기도 하다.

## 이론적 존재성

### 기묘체 가설
기묘 쿼크를 가진 알려진 입자는 기묘 쿼크가 위 쿼크나 아래 쿼크보다 무겁기 때문에 불안정하다. 그러므로 람다 중입자 같이 위 쿼크, 아래 쿼크, 기묘 쿼크가 같이 있는 기묘 입자는 약한 상호작용을 통해 기묘 입자가 더 가벼운 위 쿼크나 아래 쿼크로 빠르게 붕괴되며 기묘 쿼크가 사라진다. 하지만 많은 쿼크를 가진 입자는 이러한 불안정성을 따르지 않는 것으로 추측된다. 이를 보드머나 위튼이 제창한 "기묘체 가설"이라 하는데, 이 가설에서는 충분히 많은 쿼크가 한데 모일 경우 바닥 에너지 상태는 위, 아래, 기묘 쿼크가 같은 수로 있는 것이며 이를 '기묘체'라고 부른다. 기묘체 안정 상태는 파울리 배타 원리 때문에 일어나는데 보통의 핵자같이 2개의 물질이 아닌 3개의 물질로 이뤄진 경우에는 바닥 에너지 상태에 더 많은 쿼크가 유지될 수 있기 때문이다.

### 크기와 안정성
기묘체의 안정성은 크기와 관련이 있다. 이는 첫째로 쿼크와 진공 사이 계면에서의 표면장력(큰 기묘체보다 작은 기묘체가 이에 영향을 많이 받음)이 기묘체에 영향을 준다. 둘째로 주변에 전자/양전자 중성화 구름은 작은 기묘체의 경우 기묘체가 하전될 수 있으나 큰 기묘체의 경우 다른 물체와 마찬가지로 내부는 전기적으로 중성이 된다. 기묘체의 전하 대전 거리는 수 펨토미터 정도이므로 기묘체 주변 수 펨토미터 정도만 하전시킬 수 있다.
기묘체의 표면장력에 대해서는 알려져 있지 않다. 표면장력이 평방펨토미터 당 수 MeV에 달하는 임계값보다 작으면 큰 기묘체는 불안정하며 기묘 항성 같이 강력한 중력이 작용하지 않는 이상 작은 기묘체 조각으로 조각날 것이다.

## 기묘체 생성

### 자연적 생성
핵은 보통 기묘체로 붕괴하지는 않지만 만약 기묘체 가설이 맞다면 우주 안에서는 반드시 기묘체가 존재해야 한다. 자연적으로 기묘체를 생성하는 방법에는 다음이 있다.
- 우주가 막 생겨난 초기 우주에서 양자 색역학(QCD) 가둠 상전환 때 발생한다. 이 경우 양성자나 중성자 등 일반적인 물질이 생성되는 과정에서 자연스럽게 기묘체도 생성된다.
- 고에너지 과정 중에서 발생한다. 우주에는 매우 높은 에너지를 가진 우주선들이 존재한다. 우주선이 서로 혹은 중성자별과 충돌할 때 에너지 장벽을 극복하고 핵에서부터 기묘체를 만들어낼 수 있다. 또한 프라이스 사건과 같은 매우 낮은 전하 대 질량 비율의 우주선의 경우에는 이미 기묘체가 있을 가능성도 있다.[9]
- 우주선의 충돌 과정에서 발생할 수 있다. 초고에너지 우주선이 지구 대기권과 부딪치는 등 매우 높은 에너지의 우주선이 충돌할 시 기묘체가 생성될 수 있다.

보통 다음과 같은 세가지가 기묘체를 자연 상태에서 생성하는 방법이다. 만약 기묘체가 우주에 이미 있을 경우 때때로 지구에 기묘체가 떨어져야 하며 이 때 지구에서는 특이한 우주선이 떨어진 것으로 보일 수 있다. 만약 초고에너지 우주선의 충돌 과정에서 기묘체가 만들어질 수 있는 경우 이는 입자가속기에서 만드는 과정과 같을 것이다.

### 인공적 생성
상대론적 중이온 충돌기(RHIC)와 같은 중이온 충돌기에서 원자핵이 상대론적 속도로 충돌할 때 기묘 쿼크 및 반기묘 쿼크를 만들어내며 이 과정에서 기묘체가 생성될 수 있다. 기묘체의 실험 흔적은 자기장 내에서 궤도는 거의 직선이지만 살짝 휘어져 있는 것으로 보이며 이는 질량이 매우 큼을 암시한다. RHIC의 STAR 감지기에서는 생성된 기묘체를 찾는 활동을 펼쳤으나 아무것도 발견되지 않았다. 대형 강입자 충돌기(LHC)에서는 기묘체를 만들기가 RHIC보다 더 힘들지만 LHC ALICE 실험 감지기에서는 기묘체 수색이 계속 이뤄지고 있다.

## 위험성
만일 기묘체 가설이 사실이며 위에 서술한 임계값보다 더 큰 표면장력을 가진 안정한 음으로 대전된 기묘체가 존재할 경우 작은 기묘체보다 큰 기묘체가 더 안정적인 상태를 가지게 된다. 이 생각을 바탕으로 만일 기묘체가 일반적인 물질과 접촉할 경우 일반적인 물질이 기묘체로 바뀔 수 있다는 추측이 등장한다. 이러한 "아이스-9" 시나리오는 기묘체가 하나가 핵과 충돌하여 일반 물질이 기묘체로 전부 바뀐다는 가설이다. 이러한 과정에서 에너지가 방출되어 더 크고 안정적인 기묘체가 만들어지며 또 다른 핵이 만들어진 기묘체와 접촉하여 차례 차례 점차 일반 물질이 모두 기묘체로 바뀐다고 추측한다. 결국 지구의 모든 물질이 기묘체로 바뀌며 지구는 크고 뜨거운 기묘체 덩어리로 바뀔 것이라는 가설이다.
중이온 충돌기 실험에서 이러한 기묘체 변환 및 붕괴 현상에 대한 우려는 언론의 주의를 끌었으며 RHIC의 실험기가 작동하기 시작하며 기묘체에 대한 우려가 지속적으로 제기되었다. 기묘체에 대한 구체적 분석 결과 RHIC의 충돌 실험은 우주선이 태양계를 가로지르면서 일어나는 자연스러운 충돌과 같으며 만약 RHIC가 기묘체를 만들어냈다면 이미 이러한 재앙이 일어나고도 남았을 것이라고 결론을 내렸다. RHIC는 2000년 이후 사고 없이 계속 가동하고 있다. 이 외에 CERN이 운영하는 LHC에서도 동일한 우려가 나왔으나 이러한 우려도 후속 연구 후 가능성이 없는 것으로 결론이 내려졌다.
중성자별의 경우 기묘체 변환 가설이 훨씬 더 가능성이 높다. 중성자별은 다른 의미에서 지름 20km 정도의 거대한 핵자이며 중력으로 뭉쳐져 있으나 전기적으로 중성이라 기묘체와 전자기적으로 상호작용을 하지 않는다. 만약 기묘체가 중성자별에 충돌할 경우 국소적 지역이 변하게 되며 이 지역은 전체 영역으로 퍼져 쿼크별을 만들어낼 것이다.

## 같이 보기
- 그레이 구
- 캣츠 크라들 (소설)
- 쿼크별

## 참고 문헌
- Holden, Joshua (1998년 5월 17일). “The Story of Strangelets”. Rutgers. 2010년 1월 7일에 원본 문서에서 보존된 문서. 2010년 4월 1일에 확인함.
- Fridolin Weber (2004). “Strange Quark Matter and Compact Stars”. 《Progress in Particle and Nuclear Physics》 54: 193–288. arXiv:astro-ph/0407155. Bibcode:2005PrPNP..54..193W. doi:10.1016/j.ppnp.2004.07.001.
- Jes Madsen (1998). “Hadrons in Dense Matter and Hadrosynthesis”. 《Lect.Notes Phys.》. Lecture Notes in Physics 516: 162–203. arXiv:astro-ph/9809032. doi:10.1007/BFb0107314. ISBN 978-3-540-65209-0.